# Aspidomorphus lineaticollis
Espèce
Synonymes
- Pseudelaps muelleri var. lineaticollis Werner, 1903
- Aspidomorphus muelleri lineaticollis (Werner, 1903)

Aspidomorphus lineaticollis est une espèce de serpents de la famille des Elapidae.

## Répartition
Cette espèce est endémique de Papouasie-Nouvelle-Guinée. Elle se rencontre dans les eaux des îles Trobriand, de l'archipel des Louisiades et de l'archipel d'Entrecasteaux.

## Publication originale
- Werner, 1903 : Neue Reptilien und Batrachier aus dem naturhistorischen Museum in Brüssel. Zoologischer Anzeiger, vol. 26, p. 246-253 (texte intégral).